# نشان (آرم)
نشان سلحشوری (به انگلیسی: Coat of arms) و همچنین نقوش پرچمی که بعدها به نشان خاندان تسری یافت، عنوان یک نشان‌واره اختصاصی بصری منقوش بر روی سپر، زره، شنل یا پرچم سلحشوران می‌باشد. در قرون وسطی شناسایی شوالیه‌ها با زره کامل بسیار دشوار بود چون آنها کلاه خود بر سر می‌گذاشتند. از این رو شوالیه‌ها به تدریج از علامت‌هایی روی زره و سپر خود استفاده کردند. این علامت‌ها تدریجاً به آرم (به فرانسوی: armes) (نشان) یا نشان‌های خانوادگی تبدیل شدند که فرد دیگری حق استفاده از آن‌ها را نداشت.

در سده‌های میانه برخی از کارکنان دربار که «هرالد» یا مسئول نشان‌ها نامیده می‌شدند، مسئول ثبت و حفظ نشان‌ها بودند و به طرح‌های جدید نیز پاداش می‌دادند. کالج نشان‌ها در لندن هنوز هم چنین کاری را انجام می‌دهد. امروزه این نشان‌ها هنوز توسط خانواده‌های سلطنتی در اروپا استفاده می‌شوند.
یک نشان کامل از تمام یا بخشی از آرایه‌های زیر تشکیل می‌شود:
- سپر نشان‌دار
- زمینه
- نگهدار
- سرخود
- چنبر
- خودپوش
- خود
- نیم‌تاج
- پایگاه
- نشان فرقه شهسواری
- نگاره
- شعار

## پی‌نوشت‌ها
1. ↑  دائرةالمعارف کودکان و نوجوانان انتشارات پیام آزادی چاپ پنجم سال ۱۳۸۱
2. ↑  کلانی، رضا. مقدمه‌ای بر تاریخ و مبانی نشان‌شناسی، ص105